# Prémio Batty Weber
O Prémio (português europeu) ou Prêmio Batty Weber (português brasileiro) (em luxemburguês: Batty-Weber Präis, em francês:  Prix Batty Weber, em alemão:  Batty-Weber-Preis) é o prémio literário nacional do Luxemburgo, atribuído desde 1987 a cada três anos a um escritor luxemburguês pela sua obra. O prémio foi batizado em homenagem ao autor luxemburguês Batty Weber (1860–1940), que influenciou a cultura literária do Luxemburgo.

## Vencedores
- 1987: Edmond Dune[2]
- 1990: Roger Manderscheid
- 1993: Léopold Hoffmann
- 1996: Anise Koltz
- 1999: Nic Weber
- 2002: Pol Greisch
- 2005: Guy Rewenig
- 2008: Nico Helminger
- 2011: Jean Portante
- 2014: Lambert Schlechter[3]
- 2017: Georges Hausemer[4]
- 2020: Pierre Joris[5]